# Шамбле-Бюссьер
Шамбле́-Бюссье́р (фр. Chambley-Bussières) — коммуна во французском департаменте Мёрт и Мозель, региона Лотарингия. Является центром одноимённого кантона. В 1,5 км к юго-западу расположена авиабаза Шамбле-Бюссьер.

## География
Шамбле-Бюссьер расположен в 22 км к западу от Меца и в 45 км к еверо-западу от Нанси. Соседние коммуны: Пюксье и Тронвиль на севере, Сен-Жюльен-ле-Горз на юге, Ажевиль на юго-западе, Ксонвиль на западе.

## Демография
Население коммуны на 2010 год составляло 641 человек.
| 1962 | 1968 | 1975 | 1982 | 1990 | 1999 | 2010 |
| ---- | ---- | ---- | ---- | ---- | ---- | ---- |
| 554  | 540  | 477  | 466  | 418  | 428  | 641  |

## Галерея

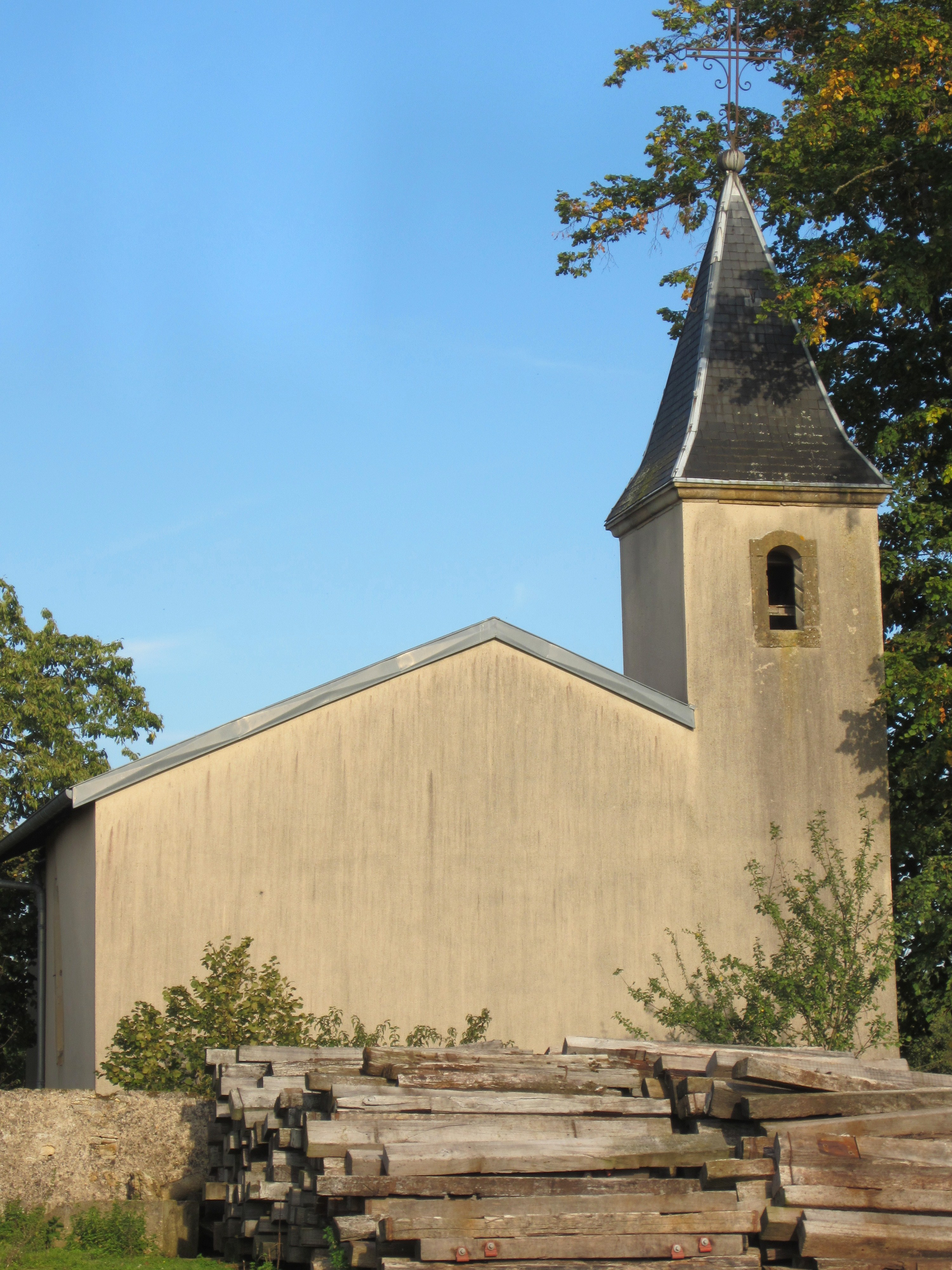
Церковь Рождества Богородицы в Бюссьер.
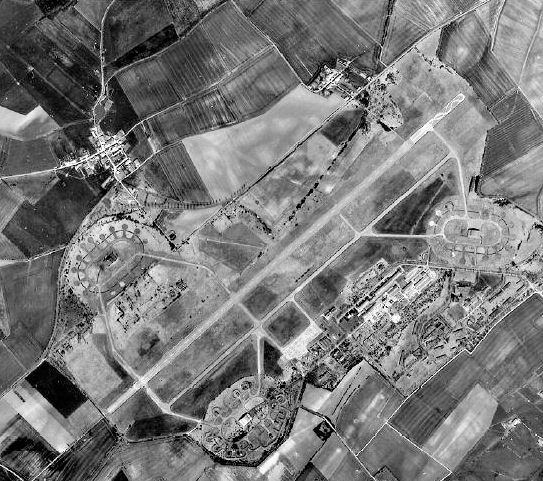
Военная авиабаза в Шамбле-Бюссьер. Аэрофотосъёмка.
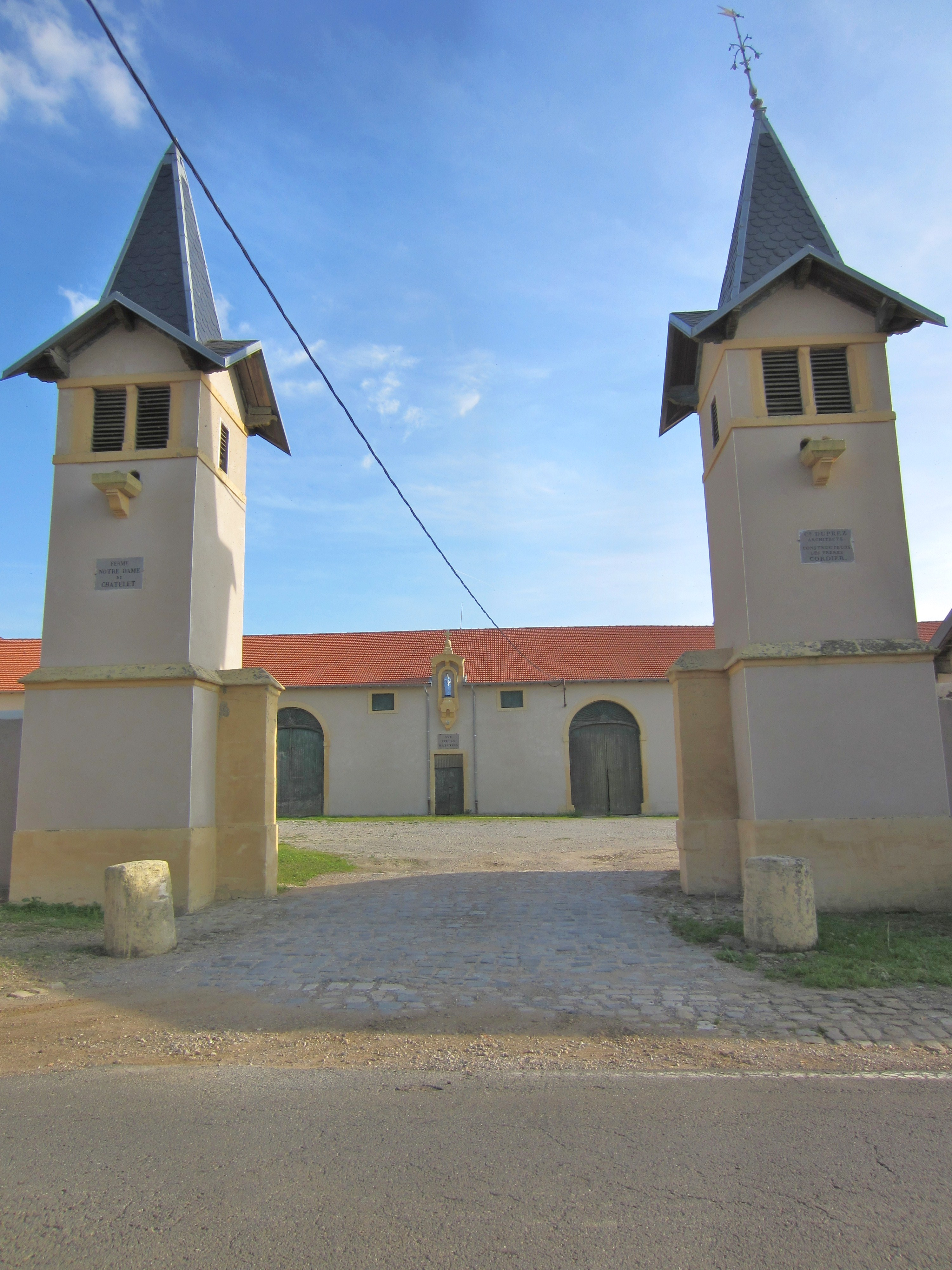
Ферма Нотр-Дам-дю-Кастеле в Барак.